# 印度文学
印度文學（英語：Indian literature）指1947年之前创作於印度次大陸和印度共和國建立之後的文學。印度共和国共有22種通用的官方語言。
古印度文學的時間劃分目前仍存在爭議。歐洲學者認為18世纪之前的印度文學属于古印度文學，而印度學者却認為這樣劃分過於僵化。印度文學最早是口傳文學。梵語文學產生於公元前1500-1200年，標誌是《梨俱吠陀》被整理成了一部宗教詩集。梵語史詩《羅摩衍那》和《摩訶婆羅多》產生於公元前5-4世紀内，古典梵語文學則在公元前一千年迅速發展，這與泰米爾語文學和巴利語文學一样。9-11世纪，卡納達語文學和泰盧固語文學開始興盛。随後，馬拉提語文學、孟加拉語文學也相繼發展起来。1913年，孟加拉語詩人羅賓德拉納特·泰戈爾成為首位獲得諾貝爾文學獎的印度人。當代印度文學主要有两個獎項Sahitya Akademi Fellowship和Jnanpith Award。

## 古典印度语言文学

### 吠陀文学
吠陀梵语文学早期的代表作是《吠陀經》，《吠陀》是印度最古老的宗教文献和文学作品的总称，這些文本由梵語組成，是古代梵語文學及婆罗门教和印度教最重要的经典。吠陀經也被稱作śruti（被聽到的）文學，與其他宗教文學有明顯的不同，後者則被稱為smṛti（被記住的）文學。對於傳統的印度神學家來說，吠陀經被認為是古印度的賢者在經過專心致志的冥想後，所獲得的啟示，再加上自古以來被用心保存著的文本結合起來的重要經典。
從印度史詩——摩訶婆羅多來看，吠陀的誕生歸功於梵天，而吠陀的讚美詩則是由一位賢者經過靈感的激勵之後精心創造的。
傳統上廣博仙人（天城體：व्यास vyāsa，音譯為毗耶娑）被認為是將吠陀經編成四大部分的編纂者，也有一種說法是他就是印度史詩《摩訶婆羅多》的作者，但並沒有證據可以佐證。不同的印度哲學家和教派對吠陀經採取了不一樣的態度，會引用其內容作為教義的學派被視為正統；其他不視吠陀經為權威的派別，如佛教、耆那教……等則被稱為異端或非正統。

### 梵语史诗文学
广博仙人（毗耶娑）的史诗《摩诃婆罗多》和蚁垤的《罗摩衍那》是梵语史诗的代表作。这两部史诗并稱為「印度两大史诗」，在印度文学中占有重要地位，其中《摩诃婆罗多》全长74000颂，是世界第三长史诗。摩訶婆羅多和羅摩衍那這兩首梵語史詩一起組成了印度教的Itihāsa（歷史）和Mahākāvya（偉大的作品）。這種史詩的文學形式在印度一直都是廣為流傳的，直到最近都還是印度文學作品偏好的形式。英雄崇拜則是印度文化中的核心思想，因此往往會大量融入史詩還有其他文學中，成為印度文學裡不可或缺的一部分。而這些作品所使用的語言，就被稱為史詩梵語（Epic Sanskrit），是之後形成的古典梵語（Classical Sanskrit）的前身。

### 古典梵语文学
梵語文學指的是從公元前兩千年以來用梵語所做的文學作品，許多有名的作品都與印度的宗教有所關聯（如：印度教、佛教、耆那教等），並多在古印度進行創作。然而，也有許多梵語作品是在中亞、東亞和東南亞等地的人所作，而其中的經典作品除了宗教類之外也涵蓋了世俗科學或是藝術。梵語文學早期是由口頭傳說流傳了好幾個世紀，之後才改成以手稿形式保存。
著名梵语诗人、剧作家迦梨陀娑的史诗《Raghuvamsha》是使用古典梵语而非史詩梵語所写成的。同样使用古典梵语的还有波你尼的《八篇书》。《八篇书》使古典梵语的语法和语音进一步标准化。婆罗门教里的印度人种始祖摩奴的《摩奴法论》是一部印度教的重要经书。迦梨陀娑的代表作《沙恭达罗》和《Meghaduuta》被认为是梵语文学中的巅峰之作。他在梵语文学中地位犹如莎士比亚在英语文学中的地位。其他一些比较著名的梵语剧作还有Shudraka的《Mricchakatika》。其他著名作品还有考底利耶的《政事论》。

### 普拉克利特语文学
目前最为常见的普拉克利特语是耆那语、巴利语、馬哈拉施特拉语和沙烏拉賽尼語。
最早的普拉克利特语作品是哈拉在馬哈拉施特拉的詩集《GāhāSattasaasa》，作品的出現最早可追溯至公元3-5世纪。古印度詩人迦梨陀娑和哈爾沙也在他們的一些戲劇和詩歌當中使用了馬哈拉施特拉語；而在耆那教中，許多白衣派（Śvētāmbara）的作品也是由此種語言所撰寫而成。而佛教僧侶馬鳴菩薩（梵語：अश्वघोष，Aśvaghoṣa，音譯阿濕縛窶沙）的許多作品是以沙烏拉賽尼語所書寫。

### 巴利语文学
巴利语文学最早起源于印度，屬於印歐語系、印度-伊朗語族、印度-雅利安語支的一種中古印度-雅利安語，與梵語十分相近，是印度西方所用的俗語（普拉克里特諸語言）。巴利語可以用各種文字書寫，比如婆羅米文、天城文……等，除了印度外也逐渐扩展到南亚次大陆以外的地区，尤其是斯里兰卡与东南亚。巴利三藏是小乘佛教中傳統的經文集，也使用巴利語書寫。從字面上來看，巴利（Pāli），是線、行，或是文章、經典的意思，和註釋、評論（Attha-katha）相對。按南傳上座部的記載，稱記載巴利三藏的語言，為「摩揭陀語」（Magadhi），或「根本語」（Mula-Bhasa）。後來才叫其「聖典（Pali）語」，即「巴利語」。巴利三藏分為律藏、經藏和論藏三大部分。
1. 律藏，是有關佛教教規和戒律的經文匯編，分為《經分別》、《犍度》和《附隨》三部分。
2. 經藏，是佛陀宣傳教義的經文匯編。為五部尼迦耶：《長部》、《中部》、《相應部》、《增支部》和《小部》。
3. 論藏，為有關總結和闡述各種佛教教義或概念的經文匯編。其中有七部：《法集論》、《分別論》、《界論》、《人施設論》、《論事》、《雙論》和《發趣論》，經文通常用教義對答形式描述。

除了巴利三藏之外目前显存的巴利语文献主要也都涉及佛教哲学著作、诗歌以及语法书等。主要作品有《本生 (佛教)》、《法句经》、《义注》以及《大史》等。目犍连是巴利语文学的代表作家之一。

## 印度通用语言文学

### 阿萨姆语文学
阿薩姆語屬於印歐語系印度-伊朗語族印度-雅利安語支，是印度東北部阿薩姆邦的官方語言。它的語法、詞彙較為成熟，是從東部俗語發展而來。最早的的阿薩姆語書面文學可追溯到13世紀。早期阿薩姆語文學與宗教運動聯繫緊密，而現代阿薩姆語文學直到19世紀的後六十年才在基督教影響下開始產生。
阿薩姆最早的文學可追溯到6世紀、是民歌、民謠等口傳文學，這些早期口頭文學與奧里薩語文學和孟加拉語文學頗有相近之處，最初的阿薩姆書面文學受梵文影響頗大，並多帶有宗教性質。在十四世紀，阿薩姆語寫作因受到當地君主王公的庇護，得以發展。這一時期還出現了讚頌「蛇女神」馬納莎的詩歌和寓言。
15世紀，巽格爾代沃發起了新毗濕奴派運動，促進了阿薩姆文學的發展。代沃及信徒在傳道的同時，也在文化、教育等方面幫助阿薩姆人。巽格爾代沃與其信徒、詩人阿南德·根德利、馬特沃代沃等人合作翻譯改寫了兩大史詩和《薄伽梵歌》片段，還創作了大量「巴爾基特」體宗教詩和「安基雅」體宗教劇，推廣毗濕奴教義。「安基雅」劇至今仍在阿薩姆鄉間流行。16世紀，卡姆拉普的帕德代沃開始嘗試不用詩體，而是用散文體寫宗教文章。他將《薄伽梵歌》完整的譯成阿薩姆語。
17世紀，阿豪姆國王們繼續資助阿薩姆文作家。當時有一種散文體編寫的歷史紀事，稱為《菩愣記》。《菩愣記》的一般是書吏受國王之命而作，取材自國書、外交函件和訴訟記錄。也有些是由不知名的普通人寫的，內容大部分是頌揚貴族們的功業。當時受教育的阿薩姆人都必須了解《菩愣記》。另外還有一些散文體、詩歌體的教科書，涉及到醫學、天文學、數學、舞蹈等方方面面。另一些詩集則講述艷情故事，《牧童歌》也有了多種阿薩姆文譯本。
近代阿薩姆文學於18世紀至19世紀初，阿薩姆爆發了內戰。1827年，阿薩姆終被英軍侵占。1836年，阿薩姆語失去了官方地位，隨後幾十年一直被英國殖民政府壓制。1846年美國傳教士在錫布薩加爾出版了阿薩姆語月刊《日出》以便傳教，還印出教科書以推廣教育。1882年，阿薩姆語在傳教士和當地人民的推動下重新成為合法語言。
民族主義日益在阿薩姆語寫作中扮演重要角色。阿南德拉姆·代基維爾·菩根的詩歌抨擊英國殖民者。海姆錢德拉·伯魯阿努力更正傳教士式的阿薩姆語音韻，使它回歸梵語古典文學的風格，為此寫出專著《阿薩姆語法》（1873），除此之外還寫有批判鴉片貿易的劇本《吸鴉片者》（1861）和諷刺宗教的小說《表里不一》。古納皮拉姆·伯魯阿的劇本《拉姆納沃米》講述年輕寡婦納沃米與拉姆錢德拉相愛，但被封建勢力迫害的悲劇，為現代阿薩姆戲劇鋪平了道路。
20世紀30年代以後，阿薩姆語長篇小說漸趨成熟，現實主義和心理分析的作品越來越多。這時出現的社會小說有希爾什·代卡的《時代的人》、錢德拉甘德·高蓋的《金犁》、高文德·黙亨德的《農民子孫》等。喬蓋什·達斯的《不再有雲》（1955）反映了第二次世界大戰對社會倫理道德的破壞，比楞德爾古馬兒·帕達爾加爾耶的《大路的召喚》（1957）則描寫一個理想主義青年試圖革除社會弊病，心理描寫在小說中得以大量運用。T·S·艾略特的象徵主義亦影響了阿薩姆詩人，海姆·伯魯阿和納沃甘德·伯魯阿是其中的佼佼者。

### 孟加拉語文学
目前已知孟加拉文學最早的作品應為Charyapada，它是創作於八世紀的佛教讚美詩，也是現存的孟加拉語中最古老的書面形式，是由著名的孟加拉語語言學家Harprashad Shastri於1907年在尼泊爾皇家法院圖書館發現了以棕櫚葉寫成的手稿。最著名的孟加拉文學作家之一是諾貝爾獎獲得者羅賓德拉納特·泰戈爾（Rabindranath Tagore），他因其作品《吉檀迦利》（Gitanjali）而於1913年獲得諾貝爾文學獎，為第一個獲得諾貝爾文學獎的亞洲人。 泰戈爾寫了大量的詩歌，歌曲，散文，小說，戲劇和短篇小說。直到現在他的歌仍然很受歡迎，並且仍在孟加拉廣泛演唱。
卡齊·納茲魯·伊斯拉姆（英語：Kazi Nazrul Islam，孟加拉語：কাজী নজরুল ইসলাম）是孟加拉–印度詩人、作家、音樂家和革命家，也被譽為孟加拉國的民族詩人。伊斯拉姆大約比泰戈爾年輕一代，他創作了許多詩歌和音樂，其主題包括對法西斯主義的精神反抗、以及宗教奉獻等，而因為他對政治和社會正義的強烈呼籲，使他獲得了「反叛詩人」的稱號。他曾在監獄中創作了《政治囚犯的證詞》（孟加拉語：রাজবন্দীর জবানবন্দী），其著作激發了東巴基斯坦的孟加拉人參與孟加拉國解放戰爭。
蘇康塔·霍丹塔恰亞（英語：Sukanta Bhattacharya 孟加拉語: সুকান্ত ভট্টাচার্য）是孟加拉的詩人和劇作家，他是除了泰戈爾和伊斯拉姆之外，另一個孟加拉現代詩歌的重要作家之一，但他的作品大多是在他死後才出版的。霍丹塔恰亞在世時，他的詩歌並沒有廣泛流傳，直到去世後，名氣卻越來越大，進而成為二十世紀最受歡迎的孟加拉詩人之一。
孟加拉語是僅次於印度語的印度第二常用語言， 由於19世紀和20世紀的孟加拉文藝復興時期，許多印度最著名的，並相對較新的文學，詩歌和歌曲都使用孟加拉語創作。

### 英语文学
在20世紀，一些印度作家除了在傳統的印度語言中，同時也在英語中脫穎而出。由於英國殖民，印度已經發展出自己獨特的英語方言，稱為印度英語。印度英語通常遵循英式的拼寫和發音而不是美式，印度出版的書籍便反映了這種現象。印度英語文學傾向於使用更具國際認可度的詞彙，然後使用口語化的印度英語，就像美國的英語文學一樣。

#### 泰戈爾
印度唯一的諾貝爾文學獎獲獎者是孟加拉語作家泰戈爾，他曾經用英語撰寫了一些作品，也曾自行將孟加拉語的作品翻譯為英語。

#### 印度官方語的英語文學
- 奈都夫人（1879-1940）
- 安納德（1905-）
- 納拉揚Narayan, R.K（1906-）
- 巴達查里雅（1906-1989）
- 拉迦拉奧（1909-）
- 馬爾貢迦爾Markandaya（1913-）
- 辛赫（1915-）
- 德賽Desai, A（1937-）
- 阿魯喬希（1939-1993）
- Chaudhuri, N.C
- Tambimuttu, M.J
- Sivanandan, A
- 魯西迪Rushdie, S（1947-）
- Dhondy, F
- Kureishi, H
- Syal, M
- 維克拉姆賽德
- 沙西德魯爾
- 羅西頓米斯德利
- 烏帕馬尼亞查特吉
- 帕拉蒂穆克吉
- 吉德默赫德
- 阿魯德蒂羅伊
- 沙西黛西帕代
- 肖帕黛
- 吉德赫麗赫嵐
- 蒂娜默赫德
- 蘇娜拉瑪雅

目前印度最暢銷的英語小說家是奇坦·巴哈特（Chetan Bhagat）、曼吉里·普拉布（Manjiri Prabhu）和艾索克·班克爾（Ashok Banker）等當代的作家。
在1950年代，許多印度的詩人和作家合力在加爾各答創立了工作室P.Lal，提倡以英語出版印度作品，並催生了作家普里提什·南迪（Pritish Nandy）、薩斯許·布拉達（Sasthi Brata）等人的第一部作品，這個工作室延續至今，為印度的英語寫作提供了一個論壇。近年來，則有越來越多作家選擇將自己的作品以英語在西方國家出版。

### 印地语文学
印地語文學（印地語：हिन्दीसांित्य，Hindi Sahitya）根據創作的時間點，大致分為四類。
- Vir-Gatha kal （讚頌有勇氣的戰士的詩）：11-14世紀

Vir-Gatha kal在15世紀前從印度北方的卡瑙傑、德里、阿傑梅爾等地區發展起來的，之後逐漸傳至印度東部。尚德·巴戴（Chand Bardai）所撰寫的史詩Prithviraj Raso被視為印地語文學史上最早的作品之一。
- Bhakti kal poems（靈修詩）：14-18世紀

此時期的文學主要受到巴克提運動和長篇史詩的影響。
此時期也有許多偉大的理論以詩歌的形式發展，主要來自舊形式的詩歌。 其中包如多哈（雙行），索爾哈，恰帕亞（四行）等形式。與前一時期包含大量的英雄史詩的詩歌不同，Bhakti kal標誌著一種更加多樣化和充滿活力的詩歌形式，包含了愛情和英雄主義等部分。Bhakti有兩種學派：尼爾古那學派（信仰無形的上帝或抽象的名字）和沙古那學派（信仰著有形的上帝和毗濕奴）。
- Riti or Srngar kal poems（浪漫詩歌）：18-20世紀

此時期戀愛元素在印地語文學中占主導地位，這個時代被稱為Riti（意為「程序」），因為它是一個詩歌的理論蓬勃發展的時代，但是這種強調詩歌理論的方式大大降低了詩歌的情感層面—這是巴克提運動的主要特徵—所以詩歌的實際內容在此時期顯得不那麼重要了。
- Adhunik kal（現代詩歌）：20世紀以後

英國東印度公司在1800於加爾各答成立了威廉堡學院，院長約翰·吉爾克里斯特（J.B.Gilchrist）為學院聘請了教授，並請他們以印地語撰寫書籍，為印度的現代文學建立了基礎。為印度的文學帶來現實主義（realism）的人是普列姆昌德（天城文：प्रेमचंद，烏爾都文：پریمچں‎），他是現實主義小說家，被譽為「印地語小說之王」，是在印地語小說界中最受尊敬的人物之一。在普列姆昌德之前，印地語文學多是圍繞著童話、魔幻、娛樂性和宗教等主題，因此他無疑為印地語小說注入了一股新氣象。